# Landry Nnoko
Landry Christ Nnoko (* 9. April 1994 in Jaunde) ist ein kamerunischer Basketballspieler.

## Laufbahn
Nnoko wurde 2010 bei einer von seinem Vetter Luc Mbah a Moute veranstalteten Talentsichtung in Jaunde als einer der fünf besten Spieler ausgewählt und zu einer Veranstaltung in den Senegal geschickt, bei dem er vor Spähern von Schulen und Hochschulen aus den Vereinigten Staaten sein Können zeigte. Der Kameruner wechselte mit 15 Jahren an die Montverde Academy in den US-Bundesstaat Florida. Von 2012 bis 2016 studierte er an der Clemson University im US-Bundesstaat South Carolina und kam auf 128 Einsätze für die Basketball-Hochschulmannschaft. Nnoko verbuchte mit 212 geblockten gegnerischen Würfen den zum Zeitpunkt seines Abschieds von der Clemson University fünfthöchsten Wert in der Geschichte der Hochschulmannschaft. Der Kameruner brachte es in seinen 128 Einsätzen für Clemson ebenfalls auf Mittelwerte von 5,8 Punkten und 4,7 Rebounds je Begegnung.
VL Pallacanestro Pesaro in Italien wurde Nnokos erste Mannschaft im Profibereich (6,4 Punkte, 4,9 Rebounds/Spiel während der Saison 2016/17). Im Sommer 2017 spielte er in den Vereinigten Staaten bei der NBA-Mannschaft Detroit Pistons vor und spielte in der Saison 2017/18 dann bei den Grand Rapids Drive in der NBA G-League. Im Anschluss an dieses Engagement erhielt Nnoko die Auszeichnung als bester Verteidiger der G-League-Saison 2017/18. Nnoko hatte 14,7 Punkte, 11,5 Rebounds und 2,1 Blocks je Begegnung erreicht.
Nach einem kurzen Abstecher in die Türkei (sechs Ligaspiele für Sakarya: 17,5 Punkte, 9,3 Rebounds/Spiel), der aufgrund wirtschaftlicher Schwierigkeiten seines Arbeitgebers vorzeitig endete, wurde Nnoko Mitte Dezember 2018 vom deutschen Bundesligisten Alba Berlin unter Vertrag genommen. Mit Berlin wurde er 2020 deutscher Meister und Pokalsieger. Auf dem Weg zum Meistertitel erzielte Nnoko 10,5 Punkte je Begegnung. In der Spielzeit 2019/20 sammelte er des Weiteren erstmals Einsätze in der EuroLeague.
2021 errang der Kameruner mit Roter Stern Belgrad den serbischen Meistertitel, gewann den Pokalwettbewerb des Landes sowie die grenzübergreifende Adriatische Basketballliga. Im August 2021 wurde er vom spanischen Spitzenverein Saski Baskonia verpflichtet, Anfang Januar 2022 wechselte er zum Ligakonkurrenten San Pablo Burgos. 2023 wechselte er nach Frankreich zu BCM Gravelines Dunkerque.
Im Sommer 2024 nahm Nnoko ein Angebot des griechischen Erstligisten Panionios Athen an.

### Nationalmannschaft
Nnoko ist kamerunischer Nationalspieler.